# زغيم أحمر الرأس
زُغَيْم أحمر الرأس أو حسون الأحمر الرأس (الاسم العلمي: Amadina erythrocephala) (بالإنجليزية: Red-headed Finch)‏، هو طائر ينتمي إلى فصيلة شمعية المنقار. (و المعروف أيضا بحسون الجنّة أو الحبّاك الأحمر الرأس) هو نوع مألوفٌ من العصافير شمعية المنقار الموجود بأفريقيا. يبلغ حيز تواجده الإجمالي 1.600.000 كلم². و يمكن العثور عليه في أنغولا وبُتْسوانا ولِسُوتو ونَمِيبيا وجنوب أفريقيا وزِمْبابوي.
يمتاز الذكور بحمرة رؤوسهم و صدورهم القانئة، بينما الإناث أكمد لونا. و شبَهُها مع الزُّغَيْم المُطوَّق بَيِّن، فالزغيم الأحمر الرأس و المطوق هما العضوان الوحيدان من جنس زُغَيْم. تشبه هذه الطيور أعضاء المونيا بمناقيرها الجسيمة، بالتالي فهي أكثر قرابة إلى عصافير الپِتِلْيا كحسون مِلْبا.

## أصوله
حَدَّد أنطنيو أرْنَئيز-ڤِلِينا و آخرون أصلَ و عرق الحسون الأحمر الرأس. من الوارد أنّها نشأت في الهند ثم توزّع فيما بعد (تجاه أفريقيا و مواطن بالمحيط الهادي).

## عاداته
يظهر الحسون الأحمر الرأس معظم الأحيان في أسراب صغيرة بالسافانات الجافّة، و هو آكل أرضيّ يتغذى بمخالطة مع أنواع أخرى، و غالبا ما يتردّد على الحفر المائية.